# Page, Arizona
Page je grad u američkoj saveznoj državi Arizona. Prema popisu stanovništva iz 2010. u njemu je živjelo 7,247 stanovnika.